# 成田匠
成田匠（なりた たくみ、1971年 - ）は神奈川県出身の2輪レーサーで、チーム・ハザードブレイカーズ所属のトライアルライダー。父親は日本におけるトライアルの草分けの一人である成田省造、弟の成田亮もトライアルライダーである。

## 経歴
少年時代からバイクトライアル（自転車によるトライアル）を始め、いくつもの大会を制覇している。その後オートバイに転向し、1980年代後半から1990年代にかけて日本トライアル界のトップライダーとして活躍。1990年からはトライアル世界選手権に本格的に参戦した。その後は再び日本国内での活動に軸足を移し、現在に至る。2000年からはヤマハと契約している。
- 1988年 全日本トライアル選手権国際B級クラス優勝
- 1989年 全日本トライアル選手権国際A級クラス優勝
- 1990年 トライアル世界選手権にホンダTLM260で挑戦。6位入賞1回を記録し、総合12位の成績を残す。また、スコティッシュ6日間トライアル（以下、SSDT）スペシャルファーストクラス入賞を果たす。
- 1991年 トライアル世界選手権　総合7位（5位入賞1回）
- 1992年 イタリアのオートバイメーカー、ベータと契約。トライアル世界選手権　総合6位（3位入賞1回）
- 1993年 トライアル世界選手権　総合7位
- 1994年 トライアル世界選手権　総合5位
- 1995年 トライアル世界選手権　総合12位
- 1996年 トライアル世界選手権　総合17位
- 1997年 全日本トライアル選手権国際A級スーパークラス3位
- 2003年 SSDTスペシャルファーストクラス入賞
- 2006年 SSDTスペシャルファーストクラス入賞
- 2007年 4ストローク125ccのマシン（TYS125F）で全日本トライアル選手権国際A級クラスに参戦。8戦中5勝をも獲得しシリーズチャンピオンとなる[1]。SSDTスペシャルファーストクラス入賞
- 2013年 全日本トライアル選手権北海道大会の国際A級クラスに電動トライアルマシンで賞典外参戦[2]。
- 2014年 昨年に引き続き全日本トライアル選手権北海道大会の国際A級クラスに電動トライアルマシンで賞典外参戦[2]。
- 2018年 FIMトライアル世界選手権第6戦 ベルギー大会 Trial Eクラス（電動トライアルマシンクラス）に参戦し5位獲得[3]。

## 出演
2000年に制作された特撮テレビ番組『仮面ライダークウガ』において、「本物のオートバイアクションを見せたい」とのスタッフの意向により、仮面ライダーのスタントを1年間行った（詳細は仮面ライダークウガ#オートバイスタントを参照）。オートバイを操る怪人が登場する回では、弟の亮が怪人を演じトライアルの共演を行った。また、映画『平成仮面ライダー20作記念 仮面ライダー平成ジェネレーションズ FOREVER』においても、およそ18年ぶりに仮面ライダークウガのバイクスタントを行った。